# Síndrome
Síndrome è un film del 2004 diretto da Liberto Rabal, qui al suo primo lungometraggio da regista.
Dopo essere stato selezionato per il concorso del Locarno Film Festival del 2004 ed essere stato visto a Mar del Plata, Mumbai, Tolosa, Varna e in altre località (nonché allo Spanish London Film Festival) con ottime recensioni, Síndrome è uscito anche in due sale spagnole, una a Madrid e l'altra a Barcellona.

## Trama
Víctor scopre di avere solo pochi mesi di vita. Prima di morire, prende la decisione di salvare Ana, la sua ex fidanzata che è coinvolta in pieno in una spirale di autodistruzione. E così passa il suo tempo a spiarla, seguendola tutto il giorno, finché una notte la rapisce e la rinchiude con l'intenzione di liberarla da tutte le sue dipendenze. Per Víctor, che non può smettere di amare Ana, è come un ultimo regalo che le fa prima di morire. Ma non ha considerato l'ostacolo più grosso che dovrà affrontare, ossia il suo grande desiderio per Ana.